# Santiago Challenger 2023
Il Santiago Challenger 2023, noto come Copa Kia Challenger de Santiago per motivi di sponsorizzazione, è stato un torneo maschile di tennis giocato sulla terra rossa. È stata la 19ª edizione del torneo, facente parte della categoria Challenger 75 nell'ambito dell'ATP Challenger Tour 2023. Si è giocato al Club Manquehue di Vitacura, in Cile, dal 6 al 12 marzo 2023.

## Partecipanti

### Teste di serie
| Nazionalità | Giocatore             | Ranking* | Testa di serie |
| ----------- | --------------------- | -------- | -------------- |
| Cile        | Nicolás Jarry         | 87       | 1              |
| Italia      | Marco Cecchinato      | 91       | 2              |
| Argentina   | Facundo Bagnis        | 94       | 3              |
| Bolivia     | Hugo Dellien          | 96       | 4              |
| Argentina   | Juan Manuel Cerúndolo | 108      | 5              |
| Argentina   | Camilo Ugo Carabelli  | 122      | 6              |
| Italia      | Franco Agamenone      | 164      | 7              |
| Argentina   | Facundo Díaz Acosta   | 171      | 8              |

* Ranking al 27 febbraio 2023.

### Altri partecipanti
I seguenti giocatori hanno ricevuto una wild card per il tabellone principale:
- Gonzalo Lama
- Matías Soto
- Nicolás Villalón

I seguenti giocatori sono passati dalle qualificazioni:
- Daniel Dutra da Silva
- Federico Gaio
- Hugo Gaston
- Álvaro López San Martín
- Thiago Seyboth Wild
- Juan Bautista Torres

I seguenti giocatori sono entrati in tabellone come lucky loser:
- João Lucas Reis da Silva
- Gonzalo Villanueva

## Punti e montepremi
| Torneo    | Torneo              | V      | F     | SF    | QF    | 2T    | 1T  | Q | Q2  | Q1  |
| Singolare | Punti               | 75     | 50    | 30    | 16    | 7     | 0   | 4 | 2   | 0   |
| Singolare | Premi in denaro ($) | 10 840 | 6 355 | 3 780 | 2 200 | 1 300 | 780 | – | 390 | 200 |
| Doppio    | Punti               | 75     | 50    | 30    | 16    | –     | 0   | – | –   | –   |
| Doppio    | Premi in denaro ($) | 4 645  | 2 700 | 1 630 | 965   | –     | 545 | – | –   | –   |

## Campioni

### Singolare
Hugo Dellien ha sconfitto in finale  Thiago Seyboth Wild con il punteggio di 3–6, 6–3, 6–3.

### Doppio
Pedro Boscardin Dias /  João Lucas Reis da Silva hanno sconfitto in finale  Diego Hidalgo /  Cristian Rodríguez con il punteggio di 6–4, 3–6, [10–7].